# エットーレ・メンディチーノ
エットーレ・メンディチーノ（イタリア語: Ettore Mendicino、1990年2月11日 - ）は、イタリア・ミラノ出身のサッカー選手。ASD LUISS所属。ポジションはFW（センターフォワード）。

## 経歴

### ラツィオ
ミラノに生まれたが、遠く離れたローマにあるSSラツィオの下部組織に加入し、センターフォワードとしてプレーする。
トップチームに昇格したのは2007-08シーズンだが、試合出場は果たせなかった。
2008-09シーズン初め、アンフィールドで行われたリヴァプールFCとのプレシーズンマッチに出場しゴールを挙げたが、不可解なノーゴール判定に終わった。
クラブは経験を積ませるため2009-10シーズンの間、セリエBに所属するFCクロトーネへレンタル移籍に出された。

### シエーナ
2015年8月12日、レガ・プロに昇格したSSローブル・シエーナと3年契約を結んだ。1年間の延長オプションも付帯する。

### モノーポリ
2018年8月16日、コゼンツァ・カルチョからSSモノーポリ1966ヘ2年契約で移籍した。

### リミニ
2020年1月10日、リミニFCにシーズン終了までの契約で移籍した。

### パガネーゼ
2020年10月1日、パガネーゼ・カルチョに加入した。

## 代表歴
2009年3月25日、オーストリアU-21代表との親善試合に出場した。同年の地中海競技大会にも招集され、準優勝メンバーの一員となった。

## タイトル
ラツィオ
- コッパ・イタリア : 2008-09

サレルニターナ
- コッパ・イタリア・レガ・プロ : 2013-14
- レガ・プロ : 2014-15